# Mycoplasma
I micoplasmi (o mollicutes) sono batteri appartenenti all'Ordine dei Mycoplasmatales e alla Famiglia dei Mycoplasmataceae, dalle caratteristiche molto particolari.
Aerobi obbligati o aerobi/anaerobi facoltativi, sono le più piccole cellule capaci di vita autonoma (con un diametro di 0,2-0,3 µm) e hanno la particolarità di non essere dotati di parete cellulare; la loro membrana cellulare è lipoproteica trilaminare e ricca di steroli, caso unico fra le cellule batteriche.
Essendo privi di peptidoglicano (non avendo la parete cellulare), necessitano di steroli che conferiscono una consistenza rigida alla membrana senza la quale essa avrebbe una consistenza fluida inadatta a mantenere il volume della cellula costante e sensibile agli shock osmotici. Per l'assenza di parete cellulare, i micoplasmi non subiscono l'azione dei vari inibitori di sintesi della parete cellulare (come i betalattamici, glicopeptidi, ecc...)  e non possono essere classificati secondo la colorazione di Gram. Sono inoltre dotati di un notevole polimorfismo strutturale, ossia sono in grado di assumere forme anche molto diverse tra loro: per questo motivo sono stati raggruppati nella classe Mollicutes (dal latino mollis cutis, "pelle molle").
I micoplasmi sono parassiti di diverse specie animali e vegetali e sono ampiamente distribuiti nell'ambiente. Nell'uomo causano patologie localizzate perlopiù all'apparato respiratorio o genitale, moltiplicandosi sulla superficie degli epiteli mucosi e mostrando una scarsa tendenza a oltrepassarli. Il maggior responsabile di patologie respiratorie è il Mycoplasma pneumoniae, che causa una grave forma di polmonite atipica primaria (la più frequente forma di polmonite nei giovani dopo quella da Streptococcus pneumoniae); accanto a esso, si possono ritrovare con minor frequenza Mycoplasma salivarium, Mycoplasma orale, Mycoplasma buccale, Mycoplasma faucium e Mycoplasma lipophilum, i quali non sono però associati a nessuna patologia e vengono rilevati come semplici commensali delle prime vie aeree.
Tra i micoplasmi "genitali", capaci cioè di dare segni morbosi a livello delle vie urinarie e genitali, si ritrova invece con maggior frequenza Mycoplasma hominis, seguito in casi più rari da Mycoplasma genitalium, Mycoplasma fermentans, Mycoplasma spermatophilum e Mycoplasma primatum.
Sono poi di recente identificazione alcune specie, i cosiddetti "nuovi" micoplasmi, la cui azione patogena si manifesta soprattutto in pazienti affetti da AIDS (a causa della consistente immunodepressione causata dalla malattia). Questi sono Mycoplasma penetrans, patogeno delle vie genitali caratterizzato appunto dall'insolita capacità di penetrare all'interno dell'epitelio mucoso e di moltiplicarvisi, e Mycoplasma pirum, solitamente associato a patologie extragenitali. Questo tipo di patogeni non causa tuttavia malattie di particolare rilevanza.

## Metodi di ricerca e identificazione
I micoplasmi utilizzano a scopo energetico il catabolismo del glucosio o dell'arginina, e vivono bene in presenza di siero animale dal quale possono estrarre gli steroli necessari per la sintesi della loro membrana cellulare, che essi non sono in grado di produrre autonomamente. Per la loro coltivazione è necessario perciò una mistura di siero contenente precursori degli acidi nucleici, per i quali viene di solito impiegato un estratto di lievito.
A causa delle loro dimensioni molto ridotte, i micoplasmi coltivati in terreni solidi sono in grado di insinuarsi tra le maglie del gel di agar agar, approfondendosi quindi nello spessore del terreno per via delle minute dimensioni del batterio che può pertanto penetrare fra le maglie del reticolato molecolare costituente l'agar. Le colonie di micoplasmi assumono quindi un caratteristico aspetto denso nella zona centrale e più rarefatto nella zona periferica, che viene denominato "a uovo fritto".